# フェデリコ・カプリッリ

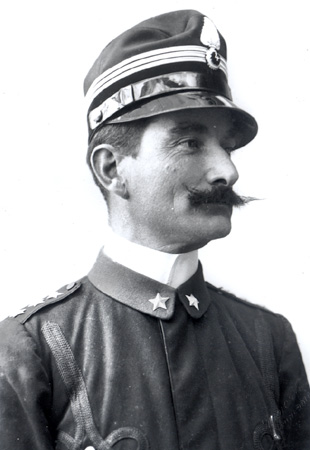
フェデリコ・カプリッリ

フェデリコ・カプリッリ（1868年4月8日-1907年12月6日）はイタリアの騎兵将校、馬術家である。
「近代馬術の元祖」と言われる存在で、19世紀末の軍隊馬術において一大改革をもたらした。

## 出生
1868年4月8日、リヴォルノ県で生まれる。1881年にフィレンツェ陸軍幼年学校に入隊、
1886年にモデナの陸軍士官学校騎兵科入学。
彼は183ｃｍの長身だったが胴長のため、当時は余り騎兵に適していないと評価されていた。
その後ピネロロ騎兵学校へ進学したが馬術のレベルは普通であり、むしろ体操と剣術において優秀であった。
1892年、トル・ディ・クィント分校の野外騎乗過程へ進学。1893年ローマの馬術大会で140ｃｍを飛越して優勝。
この当時の障害は110～115ｃｍであり、またローマの大障害競馬にもよく出場して何度か優勝した。

## 自然馬術の考案
カプリッリが考え出した乗り方や馬の調教法はその名にちなんでカプリッリ方式、イタリア方式とも呼ばれ、
馬の自然な動きを尊重したことから自然馬術方式とも呼ばれている。

　それまで各国の騎兵隊は馬場馬術の乗り方であった。
馬場馬術は王侯貴族が宮廷の中庭で人に見せるために行っていた踊りのような馬術で、
馬に要求する姿勢や運動内容は人工的なものであり、馬は不自然な体勢を強いられていた。

　時の流れと共に騎兵の行動は高速で山野を駆け巡ることが多くなり、
馬場馬術の乗り方では人馬ともに疲労が大きく、別の乗り方を求める気運が高まりつつあった。
特にイタリアは馬産国ではなかったので馬の消耗を極力防ぐことが重要であった。

　カプリッリは馬場馬術特有の馬の収縮、屈撓姿勢を廃止し、大勒をやめて水勒使用を基本とした。
そして馬の自然な運動態勢を最も尊重し、それに合わせる乗り方を始めた。
　そして速歩、駈歩では前方騎座（坐骨に体重をおかない、いわゆるツーポイント）で乗ることとした。
これには馬の弱点である腰への負担をかけない為という大きな目的があった。この乗り方は新兵を教育するのにも最も簡単な方法であった。
　カプリッリは装鞍した馬を自由に走らせたり、自由飛越をさせたりしてその動きや馬の心理もよく観察、研究した。
そして以下の点を調教の基本とした。
- 馬を馴教（色んな事物にならす）する時も恐がるものには無理に近づけず、
- 遠巻きに見せながら徐々にならすこと
- 障害飛越の訓練は馬が落ち着いた状態で行うこと
- 踏み切りには干渉せず馬に任せること（馬は飛ぶ前に自分で判断しているため）
- 簡単で程度の低いものを数多く飛ばせて馬に学習させ、自信を付けさせること
- 簡単な様式。例えば駈歩発進についても、速歩から駈歩に移行し易いのでそこから始める。
- 駈歩の手前が左右どちらかであっても良しとする。（その内馬が自分で出やすい方を覚えるため）

この障害飛越においてカプリッリは試行錯誤を繰り返し、上体を前傾して手綱を伸ばしてやることによって馬が楽に飛越できるようにした最初の人物である。
しかし彼はこのやり方を確立するまでに約400回も落馬をし、ある時は全治６ヶ月の大怪我をしたこともあると言われている。
カプリッリの努力により世界中の馬達が苦痛から救われ、騎手達もスムーズな飛越ができるようになった。

## 晩年
1894年にはトル・ディ・クィントの教官に任命され、1896年から彼が考案した新しい馬術を教え始めた。
1898年ではハイジャンプ競技で160ｃｍ飛越して優勝し、1901年同競技で185ｃｍ飛越して優勝。
1902年同競技で208ｃｍ飛越、幅跳競技で650ｃｍ飛越して優勝した。
1904年にピネロロ騎兵学校教官となる。フランスのソーミュール騎兵学校で彼の新しい乗り方を公開した。
この頃になってイタリア陸軍当局はカプリッリの偉業と名声を理解するに至ったが、
1907年12月6日、トリノにおいて騎乗して後遺症によるものか散策中にふらついて落馬し、頭部を強打して死亡した。享年39歳。

## イタリアの活躍
カプリッリが生んだ自然馬術方式により、1920年から1930年にかけてイタリアは国際競技において他国を圧倒した。
イタリアの公式派遣チームは、１９３０年度においてはローマ、ニース、ブリュッセル、
ワルシャワ、アーヘン、ルツェルン、ダブリン、及びジュネーブの八大国際馬術競技に参加し、どの競技会においても
優勝国賞典またはこれに似た名称の国際団体賞を獲得した。これら八大競技中優勝国賞典を獲得すること６回、
他の２回はスイスに一等を許したが、それでも第二等を下ったことはなかった。
イタリアチームはフランス、スイス、ベルギー、アイルランド、ポーランド、チリ、チェコ、ルーマニア、ドイツ、イギリス、スウェーデンのチームと
優勝国賞典争奪戦を３４試合行い、３２回勝利した。

　更に個人的に各地国際馬術競技に参加したイタリア選手が発揮した技術は驚異的であり、
本国以外の各地で総計２０２回の勝利を得ている。

　当時ドイツの代表的選手だったギョルツ伯爵は遠征記の中で
「イタリアチームが優勝するだろうということは既に事前から誰にも明らかなことであったが、彼等がまのあたり易々として
卓抜なる技倆を発揮し、かつ堂々たる様式をもって優勝を為した時は、誰しも予期していたことであったにもかかわらず、人々をして愕然たらしめた」とし、
更に「ゆうに二万に及ぶ観衆は等しく『彼らイタリア選手は実に世界第一にして、かつ最も勇敢なる騎手である』との折紙をつけた」と記している。